# Liotomus
Il liotomo (gen. Liotomus) è un mammifero multitubercolato estinto, appartenente ai cimolodonti. Visse nel Paleocene superiore (circa 59 - 56 milioni di anni fa) e i suoi resti fossili sono stati ritrovati in Europa e in Nordamerica.

## Descrizione
I resti di questo animale sono molto frammentari, ma dal raffronto con animali simili e meglio noti come Ptilodus ed Ectypodus si suppone che Liotomus fosse vagamente simile a uno scoiattolo. Liotomus era dotato, come tutti i cimolodonti, di premolari inferiori eccezionalmente sviluppati e dotati di creste trasversali, e di molari superiori dotati di numerosi tubercoli. Un genere affine doveva essere Anconodon, del Nordamerica. 

## Classificazione
Il genere Liotomus venne istituito da Edward Drinker Cope nel 1884, sulla base di un singolo dente proveniente dal giacimento di Cernay in Francia; la specie tipo è Liotomus marshi, precedentemente descritta da Victor Lemoine nel 1882 come Neoctenacodon marshi. Altri fossili di questa specie, comprendenti la dentatura superiore e inferiore, vennero scoperti in seguito nel medesimo giacimento. Questa specie è stata considerata una discendente della specie Anconodon gidleyi. Un'altra specie, L. vanvaleni, venne descritta da Sloan nel 1981 sulla base di fossili provenienti dal Nuovo Messico in terreni di età analoga. 
Liotomus è stato a lungo un enigma per i paleontologi: inizialmente attribuito ai marsupiali, in seguito venne considerato un multitubercolato affine all'altrettanto enigmatico Djadochtatherium. Attualmente Liotomus è considerato un cimolodonte affine ai generi Anconodon e Cimolodon, nella famiglia Cimolodontidae.